# Montezumina sinaloae
Montezumina sinaloae är en insektsart som beskrevs av Morgan Hebard 1925. Montezumina sinaloae ingår i släktet Montezumina och familjen vårtbitare. Inga underarter finns listade i Catalogue of Life.